# Upon the Wings of Music
Upon the Wings of Music — альбом французского джаз-рокового скрипача Жана-Люка Понти, изданный в 1975 году на Atlantic Records. Upon the Wings of Music стал первым альбомом, выпущенным Жаном-Люком Понти в Америке для Atlantic, когда он ещё был участником Mahavishnu Orchestra Джона Маклафлина. Альбом ознаменовал начало его десятилетнего пребывания на лейбле, который продвигал его работы в США и среди мировой аудитории.

## Об альбоме
В начале 1970-х Жан-Люк Понти работал с Элтоном Джоном, гастролировал с Фрэнком Заппой и The Mothers of Invention, играл с Джоном Маклафлином и Mahavishnu Orchestra, всё это в конечном итоге привело Понти к подписанию сольного контракта с Atlantic Records.
«Я подписал контракт с Atlantic Records в 1975 году и записал с ними свой первый альбом — Upon the Wings of Music. Это было в то же время, когда я играл с Mahavishnu Orchestra», — вспоминает Жан-Люк Понти. Скрипач покинул группу незадолго до начала летнего концертного тура Махавишну по США. «Я ушёл, потому что сочинял и накапливал так много материала, что был готов записать 2 или 3 альбома. На самом деле, я собирался создать свою собственную группу, прежде чем Джон Маклафлин попросил меня присоединиться к его группе, и я отложил свой проект, так как был очень рад играть с Джоном, но через год я решил, что пришло время начать свой проект».
Альбом Upon the Wings of Music был записан в январе 1975 года и выпущен в мае того же года. В его записи приняли участие Патрис Рашен (клавишные), Ральф Армстронг (бас), Леон Ндугу Чанслер (ударные), Дэн Сойер и Рэй Паркер-младший (гитары). 
Этот релиз предлагает слушателям джазовый фьюжн с оттенком фанка и содержит восемь оригинальных композиций Понти, среди которых выделяются такие номера, как «Question with No Answer», «Polyfolk Dance» и заглавный трек. Эти номера, а также композиции «Bowing-Bowing» и «Fight for Life» со второй стороны пластинки стали постоянными номерами концертного сета музыканта. Как считает обозреватель газеты Ann Arbor Sun, «Echoes of the Future», электрическая пьеса с участием Понти на электроскрипке и виолектре, и «Polyfolk Dance», рок-композиция, являются примерами контрастных стилей музыки, представленных в этом альбоме. 
По мнению некоторых специалистов, авантюрное сочетание акустических и электрических фактур Понти как продюсера впечатляет так же, как и его инструментальные навыки. «Когда я действительно начал писать музыку, полностью отвечая за свои альбомы в 1975-м, это была моя первая большая возможность придумать собственную концепцию», — сказал Понти в интервью изданию Innerviews. «Поэтому мой первый альбом на Atlantic позволил мне начать эффективно сочинять, аранжировать и продюсировать собственную музыку. До этого я был больше похож на любого другого джазового музыканта. Я также был больше исполнителем, играя с Заппой и Маклафлином. Я начал с добавления всего, что мог, в плане инструментов и слоёв в студии, (и) я быстро понял, что есть предел, и с этим очень сложно справиться вживую».
При записи альбома и в последующем концертном туре Жан-Люк Понти использовал 4-струнную красную электроскрипку Barcus-Berry, которую ему подарил сам Джон Берри ещё в 1969 году, когда тот пришёл в рок-клуб Thee Experience на бульваре Сансет в Лос-Анджелесе, где выступал Жан-Люк Понти.

## Концертный тур
В том же 1975 году Понти основал свою первую американскую группу в Лос-Анджелесе, и осенью они начали гастролировать по США, выступая в клубах и на концертах по всей стране. Пианистка Патрис Рашен, сыгравшая во время записи альбома в студии, настолько впечатлила своим мастерством Жан-Люка, что он захотел, чтобы она присоединилась к его гастрольному коллективу. Патрис не согласилась, поскольку её родители настойчиво требовали закончить музыкальный колледж. Концертный состав Жана-Люка Понти включал Тома Фаулера (бас); Нормана Фиррингтона (барабаны); Майка Вольфа (клавишные); Дэрила Стюрмера (гитара) и Понти (скрипка).

## Релиз и критика
Upon the Wings of Music был издан в 1975 году и не произвёл фурор в чартах — он занял 33-е место в чарте джазовых альбомов Billboard и добрался лишь до 158-го места в чарте Billboard 200, но он по-прежнему почитаем поклонниками фьюжн-музыки и по-прежнему актуален. Несмотря на скромный успех в чартах, когда этот альбом, и следующий за ним альбом Aurora вышли в 1975-76 годах, этот тип музыки звучал по всей Америке на джазовых, софт-роковых, прог-роковых и фолковых радиостанциях. Жана-Люка Понти несколько раз приглашали выступить на популярных ток-шоу, таких как «The Tonight Show», «The Merv Griffin Show» и других.
Музыкальный критик Пьеро Скаруффи в целом положительно отозвался об этом альбоме: «После игры с Mahavishnu Orchestra Джона Маклафлина, более электронный и энергичный звук появился на Upon the Wings of Music (1975), с электронным клавишником и с Понти, играющим на электронно-модифицированных скрипках (наложенное скрипичное соло в „Echoes Of The Future“). Он также показал первые симптомы африканской страсти Понти (перкуссионист Леон Ндугу Чанслер). Энергичный и футуристический сплав этого альбома задал ориентир для последующих работ Понти, которые в основном копировали состав Mahavishnu Orchestra (электроскрипка, гитара, клавишные, бас, ударные)».
Газета Ann Arbor Sun в своей рецензии 1975 года пишет: «Альбом Upon the Wings of Music не настолько подавляющий, чтобы оттолкнуть джазового пуриста, хотя в нем есть некоторые моменты, чтобы развлечь поклонников джаз-рока. Этот альбом не создает новых музыкальных горизонтов, но с ограниченным числом джазовых или рок-скрипачей Понти не нужно беспокоиться о конкуренции.  Альбом должен порадовать поклонников Понти и стать первоклассным началом для любителей музыки, которые ещё не знакомы с популярными скрипичными произведениями».

## Список композиций
Автор всех композиций Жан-Люк Понти
1. «Upon the Wings of Music» — 5:26
2. «Question with No Answer» — 3:29
3. «Now I Know» — 4:27
4. «Polyfolk Dance» — 5:12
5. «Waving Memories» — 5:43
6. «Echoes of the Future» — 3:09
7. «Bowing-Bowing» — 4:53
8. «Fight for Life» — 4:34

## Участники записи

#### Музыканты
- Жан-Люк Понти - электрическая скрипка, виолектра, акустические скрипки, синтезатор струнных
- Рэй Паркер-младший - электрическая ритм-гитара и гитарные соло
- Дэн Сойер - электрическая ритм-гитара
- Патрис Рашен - акустическое и электрическое пианино, клавинет Хонера, синтезатор, орган
- Ральф Армстронг - электрическая бас-гитара
- Леон «Ндугу» Чанслер - барабаны, рототомы Remo, перкуссия

#### Производство
- Ларри Хирш - инженер, микширование
- Керри Макнабб - микширование
- Кристиан Симонпиетри - фото
- Эби Сассман - дизайн
- Боб Дефрин – арт-директор